# Bellaire (Michigan)
Bellaire – wieś w USA, w stanie Michigan, na Półwyspie Dolnym, w regionie  Północnym (Northern Lower Michigan), administracyjna siedziba władz hrabstwa Antrim. 
Miejscowość leży na terenie o urozmaiconej, poglacjalnej rzeźbie, w odległości około 12 km od dużej zatoki Old Traverse Bay, będącej częścią jeziora Michigan. W okolicy miasta jest wiele jezior, strumieni co sprawia, że jest ono popularnym miejscem letniego wypoczynku. W 2010 r. miejscowość zamieszkiwało 1086 osób, a w przeciągu dziesięciu lat liczba ludności zmniejszyła się o 6,7%.